# Eulithis rufescens
Eulithis rufescens là một loài bướm đêm trong họ Geometridae.